# Sonora (geslacht)
Sonora is een geslacht van slangen uit de familie toornslangachtigen (Colubridae) en de onderfamilie Colubrinae.

## Naam en indeling
De wetenschappelijke naam van de groep werd voor het eerst voorgesteld door Spencer Fullerton Baird en Charles Frédéric Girard in 1853.
Er zijn dertien soorten, veel soorten behoorden eerder tot andere geslachten, zoals Chionactis en Chilomeniscus. De soort Sonora taylori werd lange tijd gezien als een ondersoort van Sonora semiannulata.

## Verspreiding en habitat
Alle soorten komen voor in delen van Noord-Amerika en leven in de Verenigde Staten en Mexico.
De habitat bestaat voornamelijk uit zowel drogere als meer vochtige tropische en subtropische bossen, gematigde bossen en scrubland. Enkele soorten komen voor in woestijnachtige gebieden.

## Beschermingsstatus
Door de internationale natuurbeschermingsorganisatie IUCN is aan vijf soorten een beschermingsstatus toegewezen. Vier soorten worden beschouwd als 'veilig' (Least Concern of LC) en een soort als 'gevoelig' (Near Threatened of NT).

### Soorten
Het geslacht omvat de volgende soorten, met de auteur en het verspreidingsgebied.
| Naam                  | Auteur               | Verspreidingsgebied      |
| --------------------- | -------------------- | ------------------------ |
| Sonora aemula         | Cope, 1879           | Mexico                   |
| Sonora annulatus      | Baird, 1859          | Verenigde Staten         |
| Sonora cincta         | Cope, 1861           | Verenigde Staten, Mexico |
| Sonora episcopa       | Kennicott, 1859      | Verenigde Staten, Mexico |
| Sonora fasciata       | Cope, 1892           | Mexico                   |
| Sonora michoacanensis | Dugès, 1884          | Mexico                   |
| Sonora mutabilis      | Stickel, 1943        | Mexico                   |
| Sonora occipitalis    | Hallowell, 1854      | Verenigde Staten, Mexico |
| Sonora palarostris    | Klauber, 1937        | Verenigde Staten, Mexico |
| Sonora savagei        | Cliff, 1954          | Mexico                   |
| Sonora semiannulata   | Baird & Girard, 1853 | Verenigde Staten, Mexico |
| Sonora straminea      | Cope, 1860           | Mexico                   |
| Sonora taylori        | Boulenger, 1894      | Verenigde Staten, Mexico |